# Clarkson Potter
Clarkson Potter (Kansas City, 19 settembre 1880 – New York, 4 ottobre 1953) è stato un golfista statunitense.

## Carriera
Potter partecipò al torneo individuale di golf ai Giochi olimpici di Saint Louis 1904, in cui giunse quarantottesimo a pari merito con George A. Thomas.
Era il fratello di Henry Potter, anch'egli golfista olimpico.